# ويكيبيديا 274301
ويكيبيديا 274301 والمعروف أيضا بـ 2008 QH24، هو كويكب يدور في المنطقة الداخلية من حزام الكويكبات، ويُقارب قطره 1.3 كيلومتر (0.81 ميل). تم اكتشاف الكويكب في 25 آب/أغسطس 2008 من قبل علماء الفلك في المرصد الفلكي أندروشيفكا في شمال أوكرانيا. وقد سُمي الكويكب في شهر يناير 2013 باسم 274301 ويكيبيديا نسبة إلى موسوعة ويكيبيديا على الإنترنت.

## الاكتشاف
تم اكتشاف كويكب ويكيبيديا من قبل علماء الفلك في المرصد الفلكي أندروشيفكا (A50) في المنطقة الشمالية من أوكرانيا والمملوكة للمرصد الذي اكتشف أكثر من 90 كويكبا منذ عام 2003. كان أول من لاحظ كويكب ويكيبيديا فريق عامل في أندروشيفكا بتاريخ 25 آب/أغسطس 2008 في الساعة 22:47 UTC. كما تم ملاحظة نفس الكويكب في الليلة التالية مما دفع بالمكشتفين إلى إطلاق اسم 2008 QH24 على الكويكب. ثم لوحظ مجددا لكن هذه المرة في 6 أيلول/سبتمبر من قبل نفس الفريق وقد تمكن هذا الأخير من حساب مدار الكويكب بشكل دقيق، ثم تبين أن الكويكب 2008 QH24 هه نفسه 1997 RO4 و 2007 FK34
اللذان تم رصدهما سابقا من قبل كاوسولس-ODAS (فرنسا) ومرصد ستيوارد (الولايات المتحدة).
في 18 أبريل 2011، مُنح كويكب ويكيبيديا الرقم 274301 لينضاف إلى اسمه، أما تكوين الكويكب فغير معروف؛ لكن من المرجح أن يتكون مثل الكويكبات الأخرى الموجودة في حزام الكويكبات، أي أن يتكون من خليط من الصخور والمعادن.

## المدار
كويكب ويكيبيديا يدور حول الشمس على مسافة 2.0–2.7 وحدة فلكية (300,000,000–400,000,000 كـم؛ 190,000,000–250,000,000 ميل) مرة واحدة كل 3 سنوات و8 أشهر (1,342 أيام). أما انحرافه المداري فيبلغ 0.15 في حين تصل زاوية ميلانه إلى 7 درجات حول مسار الشمس. إذن فكويكب قوس المراقبة بدأ قبل ما يقرب من 11 عاما حيث حمل في البداية اسم 1997 RO4
نسبة إلى تاريخ اكتشافه (1997).

## اسم
قرار تعيين اسم «ويكيبيديا» للكويكب تم نشره في مركز الكواكب الصغيرة بتاريخ 27 كانون الثاني/يناير 2013 (الملحق الدوري لمدارات الكويكبات 82403)، وقد تم اقتراح الاسم من قبل اندريه ماكوخا (بالإنجليزية: Andriy Makukha)‏ عضو مجلس إدارة ويكيميديا أوكرانيا.